# Antón Paz
Antón Paz (8 de agosto de 1976) é um velejador espanhol, campeão olímpico.

## Carreira
Paz consagrou-se campeão olímpico ao vencer a série de regatas da classe Tornado nos Jogos Olímpicos de Verão de 2008 em Pequim ao lado de Fernando Echávarri. Com o mesmo parceiro, participou da edição anterior, de 2004, em Atenas, finalizando em oitavo lugar.